# استئصال نصف الجسد
يعد  استئصال نصف الجسد (بالإنجليزية: Hemicorporectomy)‏ عملية جذرية يتم فيها بتر أسفل الجسد من تحت الخصر وبما ذلك العمود الفقري القطني، وتؤدي هذه العملية لإزالة الأرجل والأعضاء التناسلية (داخلية وخارجية) والجهاز البولي وعظام الحوض والشرج والمستقيم. تؤدي هذه العملية إلى تشويه بالغ يُوصى بها فقط كحل أخير للأشخاص الذين يعانون من أمراض خطيرة ومميتة مثل: التهاب العظم ونخاعه والأورام والاصابات الخطرة وقرحة الفراش الحادة
في/أو حول منطقة الحوض، وقد تم اجراءها لبضع عشرات من الحالات حسب الوارد في المراجع الطبية.
تتعارض تسمية هذا الاجراء إلى حد ما مع مصطلحات علم التشريح المتداولة، حيث أن الجزء الأول من الكلمة التي تشير إلى هذه العملية «hemi/نصف» والتي يطلق عليها مصطلح "Hemicorporectomy" تستخدم عادةً للإشارة إلى واحد أو اثنين من الجوانب مثل مصطلح الشلل النصفي الذي يؤثر على الذراع أو الساق في أحد جوانب الجسم، وقد يعكس مصطلح استئصال القولون العصبي طبيعة هذا الاجراء بشكل أقرب.

## الاستخدامات الطبية
تجرى هذه العملية لعلاج السرطانات المنتشرة في الحبل الشوكي وعظام الحوض، وهناك دواعي أخرى تشمل الاصابات التي تؤثر على الحزام الحوضي مثل الكسور المفتوحة أو الخراج أو القرحة التي لا يمكن السيطرة عليها في منطقة الحوض والتي تسبب تسمم الدم أو الحالات الأخرى التي لا يمكن احتوائها، كما أنها تستخدم في الحالات التي لا يؤدي بها استئصال الحوض إلى إزالة كافية للأنسجة.

## العملية
تتم هذه العملية الجراحية عادةً على مرحلتين، ولكن من الممكن اجرائها في مرحلة واحدة. يتم في المرحلة الأولى وقف عمل الأجزاء التالفة من خلال عمل تفويه في القولون والقناة اللفائفية، وفي  المرحلة الثانية يتم إجراء البتر.

## الاعتبارات
يجب مراقبة وظيفة العضلات القلبية عن كثب عند إزالة نصف الجهاز الدوري تقريباً في الأثناء التي تتطور فيها قراءة جديدة لضغط الدم.
يؤدي إزالة أجزاء كبيرة من القولون إلى فقدان الشوارد، وبشكل مماثل فإن القياسات المحسوبة لمعدل الترشيح الكبيبي (مثل صيغة كوكروفت-غولت) من غير المرجح أن تعكس النشاط الفعلي للكلية، حيث أن تلك القياسات تعود للمرضى الذين يرتبط الجهاز الدوري بوزن أجسامهم، وهذا الارتباط غير موثق في الحالات التي يتم فيها استئصال نصف جسد المريض.

## إعادة التأهيل
يعتبر كل من العلاج الطبيعي والوظيفي المكثفين ضروريان للمريض حتى يتمكن من العودة إلى بعض أشكال الحياة الطبيعية والتي تتضمن استخدام الكرسي المتحرك بشكل دائم. من الصعب تصميم بدلة صناعية لأجزاء الجسم التي تم إزالتها بسبب عدم وجود عضلات في حزام الحوض ما لم يتم إنقاذ هذا الجزء من البتر.

## استئصال نصف الجسد بسبب الاصابات
من النادر أن يصل الأشخاص الذين يعانون من إصابات نصفية شديدة يكون فيها إجراء عملية استئصال نصف الجسد أمراً ضرورياً وحتمياً إلى المستشفى قبل الخضوع لها. تناولت إحدى الدراسات 267 حالة عانت من اصابات حادة كانت في مرحلة السكتة القلبية الرئوية وأظهرت أن 7 من المصابين نجو و4 منهم عادوا إلى وضعهم العصبي السابق. بغض النظر عن الاحتمال المتدني جداً للنجاة بسبب مثل هذه الإصابة، فمن غير المرجح أن تنجح عملية اسئصال نصف الجسد ما لم يكن للمريض إدراك عاطفي ونفسي كافٍ للتغلب على الوضع، بالإضافة إلى التصميم الكافي والقوة الجسدية للخضوع لإعادة التأهيل المكثف.
تنصح غرف الطوارئ وسياسات سيارات الإسعاف بعدم إنعاش هؤلاء المرضى. تصف هيئة الخدمات الصحية الوطنية في المملكة المتحدة في سياساتها وإجراءاتها الخاصة بالوفاة استئصال نصف الجسد الناجم عن الاصابات بأنه مرتبط بشكل محتم بالموت وأن مثل هذه الإصابات لا تتوافق مع فرص البقاء على قيد الحياة. أصدرت كل من الجمعية الوطنية لأطباء الخدمات الطبية الطارئة ولجنة كلية الجراحيين الأمريكية المعنية بالاصابات بيانات تسياسات مشابهة تسمح للأشخاص في مكان الحادثة التي أدت للإصابة بتقرير ما إذا كان المصابين قابلين للإنعاش.
وثقت مجلة طب الطوارئ في العام 1989 حالة لامرأة مصابة باستئصال لكامل منتصف الجسد بعد تعرضها لحادث قطار، حيث أن المرأة وصلت إلى المستشفى في حالة وعي تامة وكانت مدركة لطبيعة وضعها وطالبت بعلاجه. وعلى الرغم من أن المصابة بقيت في حالة مستقرة في البداية وخضعت لجراحة طارئة مدتها ثلاث ساعات، إلا أنها توفيت بعد ساعتين تقريباً بسبب صدمة نقص حجم الدم وعدم انتظام ضربات القلب وعدم التوازن الكيميائي الحيوي.

## الأعضاء الاصطناعية
بعد عملية استئصال نصف الجسد، يتم تزويد المصاب ببدلة مجوفة اصطناعية يطلق عليها غالباً مصطلح «الدلو»، حيث كانت مشكلتها في البداية تتمثل بالضغط الكبير الذي تسببه للمصابين، ولكن التصميمات الجديدة تتضمن بطانة مطاطية قابلة للنفخ مصنوعة من جيوب هوائية توزع الضغط بالتساوي بناءاً على حركة المصاب، ويوجد في مقدمتها فتحتان من أجل كيس تفويه القولون والقناة اللفائفية.

## السجل الزمني
تسارع تطور الطب الجراحي خلال الحرب العالمية الثانية وبعدها بسبب ظهور أنواع جديدة من الاصابات بسبب تطور الأسلحة، وهذا الأمر تطلب إجراء عمليات جراحية مصيرية وتطوير تقنيات جراحية جديدة. ذكر ب.إي.فيرارا في مقالة لخص فيها عملية استئصال نصف الجسد أن «سرعت الدروس المستفادة من الإصابات في ميدان المعركة من العلاج المبتكر للحالات الخلقية أو المُتسببة. ابتكر الجراح العام عمليات موسعة لعلاج السرطان تضمنت استئصال الثدي والاستئصال المعدي واستئصال البنكرياس واجتثاث الحوض وعمليات الكوماندوز (تشمل اسئصال تشريح اللسان والفك والرقبة) وتشريح الظهر الثنائي والاستئصال الحوضي النصفيّ واستئصال نصف الجسد والفقرات القطنية والتي يشار إليها على أنها الأكثر ثورية بين جميع العمليات الجراحية».
اقترح فريدريك إ. كريديل عملية استئصال نصف الجسد لأول مرة في شهر شباط من العام 1951 أثناء مناقشة ورقة حول تمزق الحوض، وأجريت أول محاولة لهذه العملية بواسطة تشارلز س. كينيدي في العام 1960 ولكن المصاب توفي بعد أحد عشر يوماً، وأجرى الجراحان الأمريكيان ج. برادلي أوست (1926-2010) وكاريل ب. أبسولون (1926-2009) أول عملية ناجحة في مينيسوتا في عام 1961.

## روابط خارجية
- Wilson, Jon D. (أكتوبر 2004). "A new concept in prosthetic interface design for hemicorporectomy amputees". Journal of Prosthetics & Orthotics. ج. 16 ع. 4: 104–112. مؤرشف من الأصل في 2017-11-07.